# 坪城乡
坪城乡，是中华人民共和国甘肃省兰州市永登县下辖的一个乡镇级行政单位。

## 行政区划
坪城乡下辖以下地区：
长山河村、白土咀村、满塘村、中塘村、坪城村、歇地沟村、横沟村、高家湾村、火石洞村、英鸽咀村、井儿沟村、三岔村和小沙沟村。